# Liste des sentiers de grande randonnée de Belgique
Les sentiers de grande randonnée en Wallonie étaient pour la plupart identifiés à l'origine par des lettres comme le GRO, Sentier de l'Ourthe, maintenant GR 57.

## Liste

### GR numérotés 12, 121 et suivants
- GR 12 : Amsterdam - Bruxelles - Paris
- GR 121 : Wavre - Boulogne-sur-Mer
- GR 122 : Zeelande - Champagne-Ardenne
- GR 123 : Tour du Hainaut occidental
- GR 125 : Tour de l'Entre-Sambre-et-Meuse
- GR 126 : Bruxelles - Membre-sur-Semois
- GR 127 : Arras - Dennebreucq
- GR 128 : Vlaanderenroute ("La route des Flandres") : Kemmel - Aix-la-Chapelle
- GR 129 : La Belgique en diagonale (Brugge - Dinant - Arlon)
- GR 130 : GR de l'Yser (Buysscheure - Nieuport)
- GR 131: Brugse Ommeland - Ieperboog (Damme - Ypres)

### GR numérotés 14, 15, 16 et 412
- GR 14 : Sentier de l'Ardenne

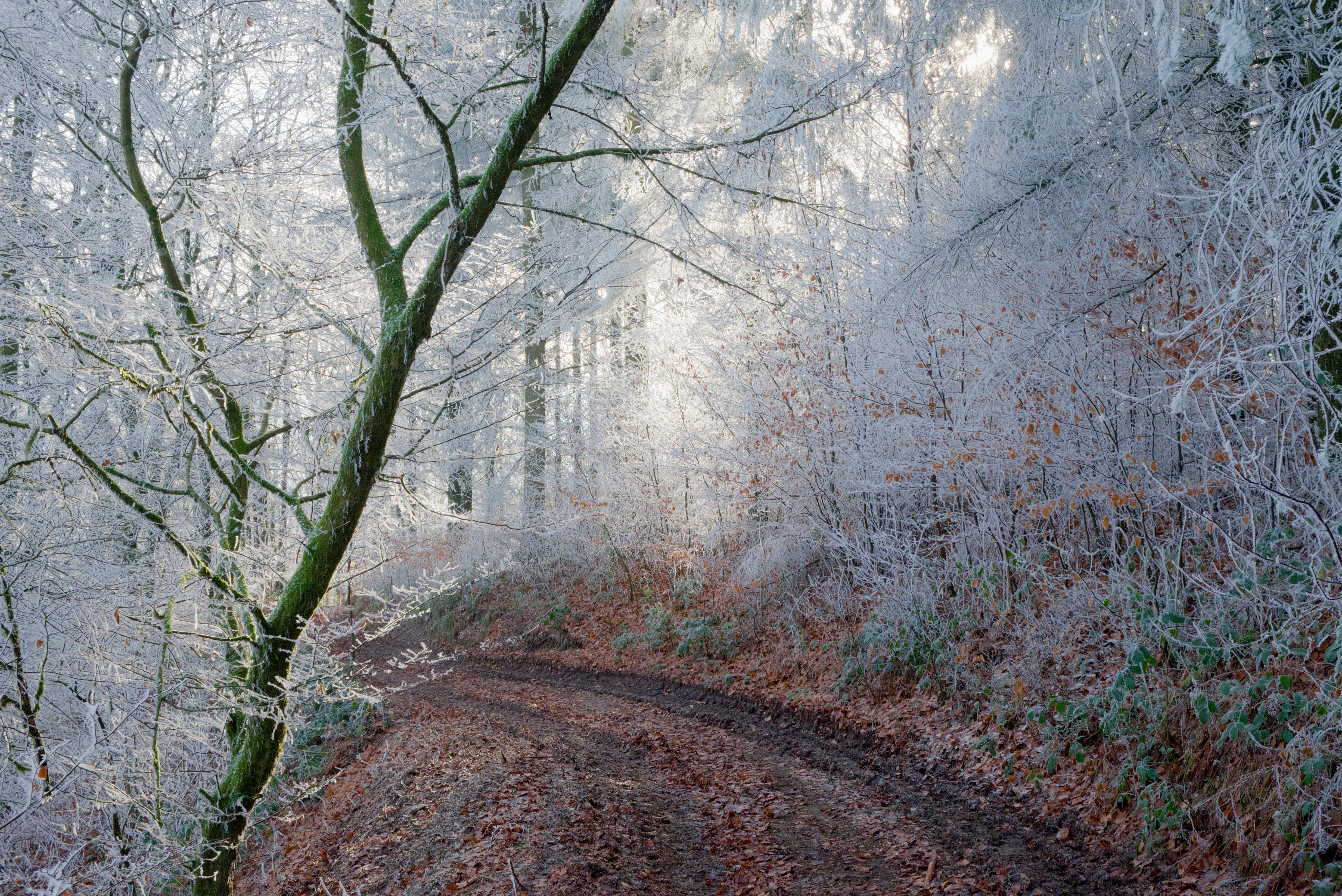
GR 16 dans un matin froid entre Membre (Belgique) et Vresse-sur-Semois. Décembre 2018.

- GR 15 : Montjoie  - Martelange - Arlon
- GR 16 : Sentier de la Semois
- GR 412 : Sentier des Terrils[2]

### GR numérotés 5, 5A et 512
- GR 5 : Mer du Nord - Méditerranée
- GR 5A : Tour pédestre des Flandres
- GR 512 : Brabant flamand (Hageland - Senne et Soignes - Pajottenland)

### GR numérotés 56, 561 et suivants
- GR 56 : Tour des cantons de l'Est (ex-GRE)
- GR 561 : Sentier Campine - Meuse
- GR 563 : Tour du Pays de Herve (ex-GRH) : Tour du Pays de Herve sur OpenStreetMap
- GR 564 : De Loonse Route ("La route de Looz") (Lommel - Huy)
- GR 565 : Rene Sniederspad (Campine, d'Antwerpen à Bladel)

### GR numérotés 57, 571 et suivants
- GR 57 : Vallée de l'Ourthe et Sentier du Nord (L) (ex-GRO) : OpenStreetMap
- GR 571 : Vallées de légendes : Amblève, Salm et Lienne (ex-GRA)
- GR 572 : Vallée de la Salm (ex-GRS), fusionné avec le GR 571[1]
- GR 573 : Vesdre - Hoëgne - Helle et Hautes-Fagnes (ex-GRV) : OpenStreetMap
- GR 574 : Sentier non référencé par SGR, Vallée de la Lembrée (ex-GRL)
- GR 575 : Tour du Condroz namurois (ex-GRGV)
- GR 576 : Tour du Condroz liégeois (ex-GRC)
- GR 577 : Tour de la Famenne (ex-GRLL)
- GR 578 : Vallée de la Lienne (ex-GRLI), fusionné avec le GR 571[1]
- GR 579 : Bruxelles-Liège : OpenStreetMap

### GR non numérotés
- GR BRU : Bruxelles et ses environs[3]
- GR IJZER : L'Yser, de la source à l'embouchure
- GR SJC : Sentier Saint-Jacques-de-Compostelle ou via Gallia Belgica[4]
- Streek-GR Dijleland: La Dyle en Brabant flamand
- Streek-GR Hageland: Hageland (Brabant flamand)
- Streek-GR Vlaamse Ardennen: Ardennes flamandes (Flandre orientale)
- Streek-GR Groene Gordel
- Streek-GR Haspengouw
- Streek-GR Heuvelland
- Streek-GR Kempen
- Streek-GR Mol Om
- Streek-GR Uilenspiegel
- Streek-GR Waas - en Reynaertland